# Chaudefontaine (Marne)
Chaudefontaine és un municipi francès, situat al departament del Marne i a la regió del Gran Est. L'any 2007 tenia 321 habitants.

## Demografia

### Població
El 2007 la població de fet de Chaudefontaine era de 321 persones. Hi havia 120 famílies, de les quals 20 eren unipersonals (12 homes vivint sols i 8 dones vivint soles), 48 parelles sense fills, 36 parelles amb fills i 16 famílies monoparentals amb fills.
La població ha evolucionat segons el següent gràfic:
Habitants censats

### Habitatges
El 2007 hi havia 143 habitatges, 124 eren l'habitatge principal de la família, 4 eren segones residències i 15 estaven desocupats. 139 eren cases i 4 eren apartaments. Dels 124 habitatges principals, 113 estaven ocupats pels seus propietaris, 10 estaven llogats i ocupats pels llogaters i 1 estava cedit a títol gratuït; 4 tenien tres cambres, 33 en tenien quatre i 87 en tenien cinc o més. 101 habitatges disposaven pel capbaix d'una plaça de pàrquing. A 45 habitatges hi havia un automòbil i a 67 n'hi havia dos o més.

### Piràmide de població
La piràmide de població per edats i sexe el 2009 era:
| Homes | Edats   | Dones |
| ----- | ------- | ----- |
| 0     | 95 o +  | 0     |
| 0     | 90 a 94 | 4     |
| 0     | 85 a 89 | 4     |
| 0     | 80 a 84 | 4     |
| 0     | 75 a 79 | 4     |
| 20    | 70 a 74 | 4     |
| 8     | 65 a 69 | 12    |
| 4     | 60 a 64 | 4     |
| 20    | 55 a 59 | 8     |
| 20    | 50 a 54 | 4     |
| 4     | 45 a 49 | 24    |
| 8     | 40 a 44 | 4     |
| 8     | 35 a 39 | 16    |
| 12    | 30 a 34 | 16    |
| 0     | 25 a 29 | 4     |
| 4     | 20 a 24 | 4     |
| 16    | 15 a 19 | 12    |
| 8     | 10 a 14 | 24    |
| 12    | 5 a 9   | 4     |
| 0     | 0 a 4   | 12    |

## Economia
El 2007 la població en edat de treballar era de 212 persones, 155 eren actives i 57 eren inactives. De les 155 persones actives 144 estaven ocupades (80 homes i 64 dones) i 11 estaven aturades (4 homes i 7 dones). De les 57 persones inactives 26 estaven jubilades, 11 estaven estudiant i 20 estaven classificades com a «altres inactius».

### Ingressos
El 2009 a Chaudefontaine hi havia 126 unitats fiscals que integraven 334 persones, la mediana anual d'ingressos fiscals per persona era de 17.788,5 €.

### Activitats econòmiques
Dels 7 establiments que hi havia el 2007, 4 eren d'empreses de construcció, 1 d'una empresa de comerç i reparació d'automòbils, 1 d'una empresa financera i 1 d'una empresa de serveis.
Dels 5 establiments de servei als particulars que hi havia el 2009, 1 era un paleta, 1 guixaire pintor, 1 fusteria, 1 electricista i 1 empresa de construcció.
L'únic establiment comercial que hi havia el 2009 era una gran superfície de material de bricolatge.
L'any 2000 a Chaudefontaine hi havia 3 explotacions agrícoles.

## Poblacions més properes
El següent diagrama mostra les poblacions més properes.